# Region Göttingen
Die Region Göttingen wird gebildet von den Landkreisen Göttingen und Northeim sowie der Stadt Göttingen als Oberzentrum.

## Einwohner
| Landkreis                  | Einwohner (31. Dez. 2013) |
| -------------------------- | ------------------------- |
| Landkreis Göttingen        | 248.249                   |
| Landkreis Northeim         | 134.661                   |
| Landkreis Osterode am Harz | 74.367                    |
| Gesamt                     | 457.277                   |

## Kooperationen
Geprägt ist die Region von der Georg-August-Universität sowie zahlreichen hochspezialisierten mittelständischen Unternehmen, die global aufgestellt sind (z. B. Otto Bock HealthCare GmbH). Institutionen wie der Verein Bildungsregion Südniedersachsen (hervorgegangen aus dem Regionalverband Südniedersachsen im März 2017), der Abfall-Zweckverband Südniedersachsen, der Zweckverband Verkehrsverbund Süd-Niedersachsen und der Landschaftsverband Südniedersachsen sind von den Landkreisen und der Stadt Göttingen mit der Wahrnehmung gemeinsamer Aufgaben betraut.